# Viktor Ivanovič Gzovskij
Viktor Ivanovič Gzovskij (in russo Виктор Иванович Гзовский?; San Pietroburgo, 12 gennaio 1902 – Amburgo, 14 marzo 1974) è stato un ballerino, coreografo e maestro di balletto russo naturalizzato tedesco.

## Biografia
Allievo di Evgenija Pavlovna Sokolova, Viktor Ivanovič Gzovskij lasciò la Russia insieme alla moglie Tatjana nel 1925 e si stabilì a Berlino. Dopo tre anni come ballerino e coreografo della Staatsoper Unter den Linden, nel 1928 aprì una scuola di danza insieme alla moglie e fondò il Balletto Gzovskij, con cui si esibì a Parigi nel 1932. Lavorò anche come coreografo presso gli studi cinematografici UFA tra il 1930 e il 1933. Nel 1937 fu nominato maestro di balletto della compagnia di Alicia Markova e Anton Dolin a Parigi e gli fu consigliato di non tornare in patria: pare fosse stato denunciato (forse dalla moglie) alla Gestapo per le sue attività omosessuali e il ritorno nella sua seconda patria lo avrebbe portato all'arresto.
Nel 1945 portò in scena all'Opéra di Parigi il secondo atto de Il lago dei cigni. Diresse i Ballets des Cahmps-Élysées tra il 1946/47, nel 1948 e poi ancora nel 1953; fu nel 1948 che vi portò al debutto la sua versione de La Sylphide. Dopo aver lavorato come maestro di balletto per il Metropolitan Ballet di Londra nella stagione 1947/48, nel 1950 tornò in Germania e per i due anni successivi diresse il balletto dell'Opera di Stato della Baviera. Successivamente, fu maestro di balletto a Düsseldorf (1964-67) e poi all'Opera di Amburgo (1967-70).  Nel corso degli anni, annoverò tra i suoi studenti Jean Babilée, Roland Petit, Colette Marchand, Olga Ferri, Violette Verdy, Yvette Chauviré, Paolo Bortoluzzi e Vera Zorina.
Sarebbe rimasto ad Amburgo fino alla morte, nel 1974.